# Rosita Quiroga
Rosita Quiroga (Rosa Rodríguez; * 16. Januar 1896 in Buenos Aires; † 16. Oktober 1984) war eine argentinische Tangosängerin, -dichterin und -komponistin.

## Leben
Quiroga war die erste Sängerin in der Geschichte des Tangos. Sie begleitete sich bei ihren Auftritten zunächst selbst auf der Gitarre. Das Gitarrespielen hatte sie von Juan de Dios Filiberto gelernt, der in ihrer Nachbarschaft wohnte. Ihre großen Erfolge hatte sie als Sängerin des Labels Victor von 1923 bis 1931. Sie nahm dort zahlreiche Titel auf, begleitet von den Orchestern Carlos Vicente Geroni Flores’, Antonio Scatassos, Eduardo Pereyras, Manuel Buzóns und anderen Musikern des Labels. Für 24 ihrer Songs schrieb Celedonio Flores die Texte. Durch ihre Vermittlung erhielt der zu der Zeit noch unbekannte Agustín Magaldi die Möglichkeit, bei Victor aufzunehmen.
Nach 1931 trat Quiroga noch gelegentlich im Radio auf. 1952 nahm sie noch einmal vier Tangos auf. Ihren letzten Auftritt einen Monat vor ihrem Tod organisierte ihr Freund und Arzt Luis Alposta. Begleitet von Aníbal Arias nahm sie den Tango Campaneando mi pasado auf.

## Aufnahmen
- Siempre criolla
- La tipa (von Enrique Maciel, Text von Enrique Maroni)
- Campaneando mi pasado (von Luis Alposta nach einem eigenen Text)

Text von Celedonio Flores
- La musa mistonga (von Antonio Polito)
- Muchacho (von Eduardo Donato)
- Beba (von Edgardo Donato)
- Audacia (von Hugo La Rocca)
- Carta brava (eigene Komposition)
- La musa mistonga (von Antonio Polito)
- Contundencia (von Mario Micchelini)